# Movimento Comunista Rivoluzionario
Il Movimento Comunista Rivoluzionario (MCR), noto anche come partito delle casette, fu una organizzazione terroristica di estrema sinistra, attiva negli anni 1979-1980. L'organizzazione nacque da una scissione dalle Brigate Rosse ad opera di Adriana Faranda e Valerio Morucci.

## Il Movimento
L'MCR si costituì nel 1979 ponendosi l'obiettivo di effettuare azioni armate nel Lazio nel contesto delle lotte per la casa.
La prima azione avviene nel novembre del 1979, quando alcuni componenti irrompono nella sede dell'UPPI (Unione Piccoli Proprietari Immobiliari) dove devastano la sede dell'associazione. Seguono poi l'assalto all'immobiliare del costruttore Settimio Imperi, il quale viene prima messo alla gogna di fronte ai suoi dipendenti e poi ferito. Seguono poi alcuni attentati incendiari ai danni di automobili e case dove abitavano esponenti delle agenzie immobiliari. Viene risparmiata la sede di Colombo Masi, il quale evita la distruzione della sede poiché dice ai guerriglieri che avrebbe distribuito case agli sfrattati, promessa che poi mantiene. Passano poi all'assalto armato alla sede dell'immobiliare Gabetti, e al tentato incendio di un'auto dei Carabinieri, poi fallito per la reazione armata dei carabinieri stessi. Furono poi portate avanti irruzioni in agenzie immobiliari e attacchi incendiari anche a banche e sedi militari.
Ben presto gruppi armati come i Comitati Comunisti Rivoluzionari, le Formazioni Comuniste Armate e frazioni armate dell'Autonomia operaia, danno vita al Movimento Comunista Combattente, formazione che, poco dopo, confluisce nell'MCR.
Nella sua evoluzione di lotta armata si finalizzarono poi nuovi obiettivi: propaganda, lavoro e carceri. Nel 1980, a seguito di un esproprio ad una banca in provincia dell'Aquila, nasce ad un posto di blocco tra Cassino e la località montana di Settefrati uno scontro a fuoco nel quale morirono due militanti, Claudio Ernesto Pallone e Arnaldo Fausto Genoino. Dopo l'evento l'MCR sospese le azioni armate. Fino ad oggi sono state inquisite 67 persone.